# ریوما ایچیزن
ریوما ایچیزن (به ژاپنی: 越前 リョーマ، Echizen Ryōma) یک شخصیت داستانی است و قهرمان سریال مانگا و انیمه قهرمانان تنیس است که این سریال توسط تاکشی کونومی ساخته شده‌است. در این سریال ریوما به عنوان اعجوبه دوازده ساله تنیس به تصویر کشیده شده‌است که چهار بار پی‌درپی در مسابقات تنیس نوجوانان در آمریکا برنده شده‌است. ریوما به درخواست پدرش، در آکادمی سیشون (سیگاکو)، مدرسهٔ راهنمایی خصوصی معروف به تیم تنیس به ژاپن برمی‌گردد و در آنجا ثبت‌نام می‌کند. ریوما همچنین در دیگر اقتباس‌های رسانه‌ای این سریال از جمله، تئاترهای موزیکال، بازی‌های ویدئویی، حاشیه‌های صوتی و فیلم‌ها ظاهر شده‌است. ریوما در بین بینندگان بسیار محبوب بوده‌است، زیرا همیشه در بین چهار شخصیت محبوب بوده‌است، حتی در دو نظرسنجی در جایگاه اول قرار دارد. شخصیت ریوما بیش از هر شخصیت دیگری در سریال قهرمانان تنیس در موسیقی متن ظاهر شده‌است. شخصیت ریوما در بازبینی‌های تبلیغاتی برای انیمه و مانگا، انتقادهای مختلفی را دریافت کرده‌است.